# Fotopsis sparganiotis
Fotopsis sparganiotis är en fjärilsart som beskrevs av Dyar 1918. Fotopsis sparganiotis ingår i släktet Fotopsis och familjen nattflyn. Inga underarter finns listade i Catalogue of Life.